# 브뤼셀 남 샤를루아 공항

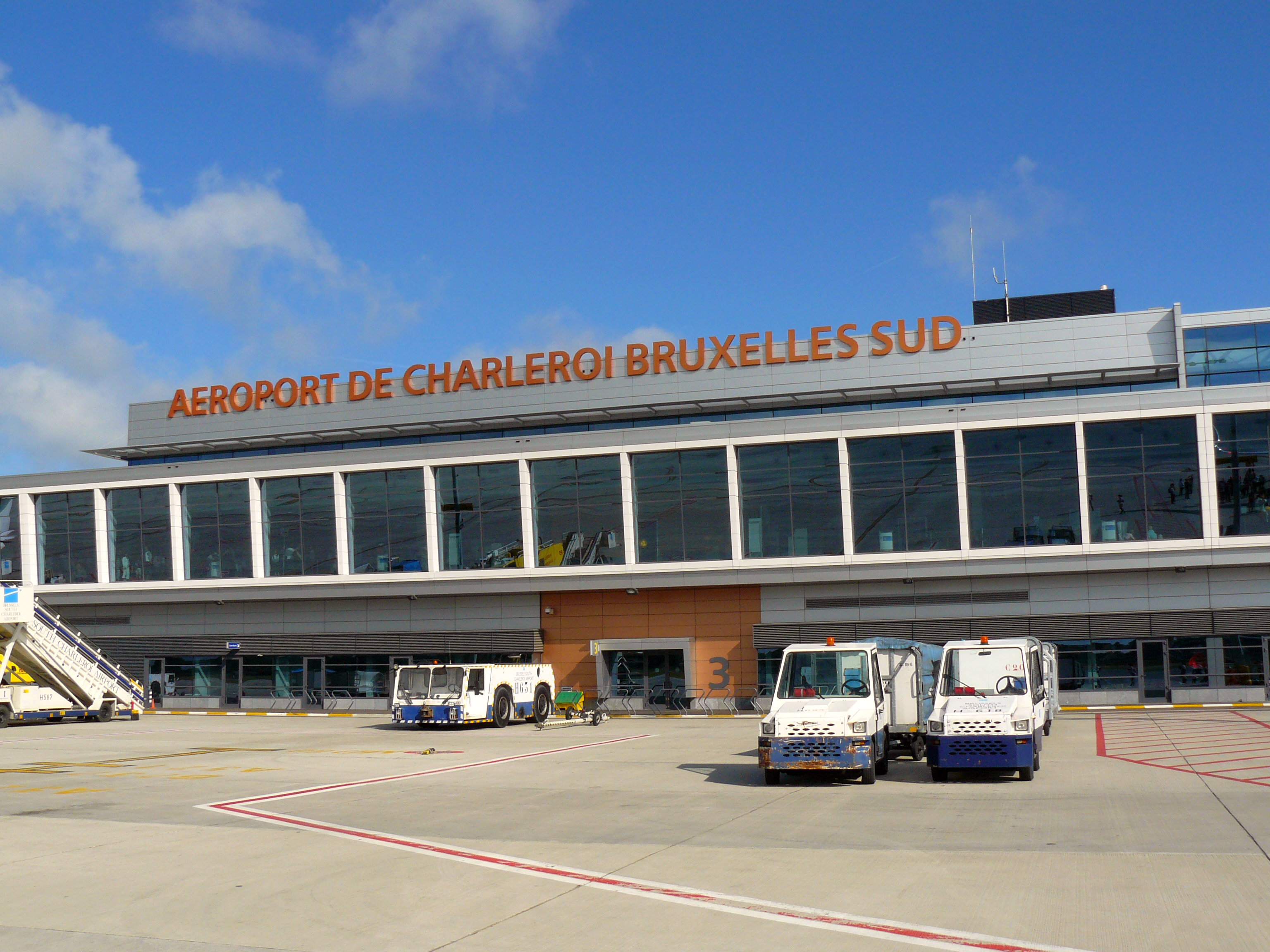

브뤼셀 남 샤를루아 공항(Brussels South Charleroi Airport, BSCA, 비공식 명칭: Brussels-Charleroi Airport, Charleroi Airport, Gosselies Airport, IATA: CRL, ICAO: EBCI) 또는 브뤼셀 샤를루아 남공항은 벨기에 왈롱 에노주 샤를루아시의 한 부분인 고슬리에 위치한 국제공항이다. 이 공항은 샤를루아에서 북쪽으로 7.4킬로미터, 브뤼셀 중심에서 남쪽으로 46킬로미터 지점에 위치해 있다. 승객 및 항공기 이동 면에서 이 공항은 벨기에에서 2번째로 분주한 공항으로, 2016년에 75,038기가 이동했으며 승객 수는 7,303,720명이다. 분주한 범용 항공 비행장이기도 하다.

## 통계
| 연도 | 승객      | 변화   |
| ---- | --------- | ------ |
| 2001 | 773,431   | –      |
| 2002 | 1,271,979 | 64.45% |
| 2003 | 1,803,587 | 41.19% |
| 2004 | 2,034,797 | 12.81% |
| 2005 | 1,873,349 | 8.61%  |
| 2006 | 2,166,360 | 15.64% |
| 2007 | 2,458,255 | 13.47% |
| 2008 | 2,957,026 | 20.28% |
| 2009 | 3,937,187 | 33.14% |
| 2010 | 5,195,372 | 31.96% |
| 2011 | 5,901,007 | 15.18% |
| 2012 | 6,516,427 | 10.43% |
| 2013 | 6,786,979 | 4.15%  |
| 2014 | 6,439,957 | 5.1%   |
| 2015 | 6,956,302 | 8.01%  |
| 2016 | 7,303,720 | 4.99%  |
| 2017 | 7,698,767 | 5.41%  |
| 2018 | 7,454,671 | 3.27%  |
| 2019 | 8,224,196 | 10.32% |

## 같이 보기
- 브뤼셀 공항